# Средства массовой информации Ейска
В Ейске сформировался главный центр медиаиндустрии северной части Краснодарского края. Сегодня в городе выходят несколько собственных газет и журналов, действуют пять местных телекомпаний (в том числе две телерадиокомпании), а также несколько радиостанций. Активно развивается сфера интернет-общения. Общее же количество средств массовой коммуникации приближается к сотне.

## Печатные издания
Основные печатные издания города Ейска:

### Ежедневные

Газета «Приазовские степи»

| Название                   | Тыс. экз. |
| -------------------------- | --------- |
| Газета «Приазовские степи» | 10        |
| Газета «Совет Приазовья»   | 5         |

### Еженедельные
| Название                    | Тыс. экз. |
| --------------------------- | --------- |
| Газета «Пульс недели»       | 15,5      |
| Газета «Деловой Ейск»       | 1         |
| Газета «Всё для Вас — Ейск» | 1         |
| Газета «Глобус Ейска»       | 31.0      |
| Газета «Ейская правда»      | 1         |

### Периодические
| Газета «Колокол православия» | 1   | Газета «Ейская правда» | ? |
| Журнал «Приморский проспект» | ?   |                        |   |
| Журнал «Вестник МГОУ»        | ?   |                        |   |
| Альманах «Волна Приазовья»   | ?   |                        |   |
| Газета «ЛЕКАРЬ»              | 3,5 |                        |   |

## Радиостанции
| Частота   | Название                            |
| --------- | ----------------------------------- |
| 71,15 УКВ | Радио России / ГТРК Кубань (Молчит) |
| 71,93 УКВ | Радио Маяк (Молчит)                 |
| 87,5 МГц  | DFM                                 |
| 88,3 МГц  | Love Radio                          |
| 88,8 МГц  | Юмор FM                             |
| 90,0 МГц  | Ретро FM                            |
| 90,8 МГц  | Новое радио                         |
| 91,3 МГц  | Европа Плюс                         |
| 91.9 МГц  | Элит FM                             |
| 101,1 МГц | Радио Вера                          |
| 102,4 МГц | Первое радио                        |
| 103,0 МГц | Радио Ваня                          |
| 103,8 МГц | Радио Дача                          |
| 104,2 МГц | Дорожное радио                      |
| 104,9 МГц | Казак FM                            |
| 106,7 МГц | Авторадио                           |
| 107.4 МГц | Радио России / ГТРК Кубань          |

## Телевидение
В Ейске работают пять местных телекомпаний. Две из них являются ведущими и выходят с новостными выпусками каждый день. Это телекомпании «Ейск-ТВ» (ЕТВ) и «ТСТ». Всего же в Ейске принимается более 15 телеканалов, до Ейска также доходит сигнал отдельных украинских телеканалов, вещающих из Мариуполя, в то же время сигнал российских каналов из Ейска крайне редко досягает украинского берега. Полный список телевизионных каналов общедоступного телеэфира в городе Ейске по состоянию на 1 апреля 2008 года:

### Метровые волны
| Номер канала | Название          | Несущая частота изображения |
| ------------ | ----------------- | --------------------------- |
| 3            | «НТВ» и «Ейск-ТВ» | 77,25 МГц                   |
| 6            | «Матч ТВ»         | 175,25 МГц                  |
| 9            | «ТНТ» и «ТСТ»     | 199,25 МГц                  |
| 11           | «Первый канал»    | 215,25 МГц                  |

### Дециметровые волны
| Номер канала | Название                           | Несущая частота изображения |
| ------------ | ---------------------------------- | --------------------------- |
| 21           | «ТВ7 Мариуполь» (Украина)          | 471,25 МГц                  |
| 25           | «1+1» (Мариуполь, Украина)         | 503,25 МГц                  |
| 28           | «РЕН ТВ» и «Ейский Меридиан»       | 527,25 МГц                  |
| 31           | «Интер» (Мариуполь, Украина)       | 551,25 МГц                  |
| 33           | «Россия-1» / «ГТРК Кубань»         | 567,25 МГц                  |
| 35           | «К1» (Мариуполь, Украина)          | 583,25 МГц                  |
| 36           | «СТС-Ейск» и «ТВ Чайка»            | 591,25 МГц                  |
| 46           | «Кубань 24»                        | 671,25 МГц                  |
| 48           | «Новый канал» (Мариуполь, Украина) | 687,25 МГц                  |
| 50           | «ТВ Центр»                         | 703,25 МГц                  |

Помимо этого, в Ейске доступны телеканалы ейского кабельного телевидения, а также пакетов услуг DISEL-TV (доступ по технологии ADSL) и НТВ+ (спутниковое телевидение).